# Suctobelbella macroseta
Suctobelbella macroseta är en kvalsterart som beskrevs av Sandór Mahunka 1996. Suctobelbella macroseta ingår i släktet Suctobelbella och familjen Suctobelbidae. Inga underarter finns listade i Catalogue of Life.